# 遊佐麻友美
遊佐 麻友美（ゆうさ あゆみ、8月14日 - ）は、日本の女性声優・女優。以前はブリングアップ/劇団アルターエゴに所属していた。北海道出身。
現在は歌手としても活動。USENグループであるMUSIC TREEにて音楽配信開始。
さらにユニット「月光華」（YU-SA・botan・MISA）としても活動していた。

## 出演作品

### テレビアニメ
- アイシールド21（露峰メグ）
- 吟遊黙示録マイネリーベwieder（エドの姉）
- 遊☆戯☆王デュエルモンスターズGX（斎王琢磨（幼少期） 他）

### 舞台
- 十二夜－愛という名の病気－（ハムレット）
- 逃げる人々（女鬼）
- ハロージャック（糸井）
- ロミオとジュリエット（キャピュレット夫人）
- 三人姉妹（マーシャ）
- マクベス（マクダブ夫人）
- 僕のロミオ・僕のジュリエット（サンD）
- Dの呼ぶ声（桜）
- 劇団怪傑パンダース…HOLSTEIN KILLER NEVER DIE!!（山田加代子）共演：川上ジュリア・及川奈央
- ソラリネ。…ニンギョヒメ（エル）共演：いしだ壱成・小松彩夏